# Reuven Opher
Reuven Opher (Nova Iorque, 1932 – 28 de novembro de 2020) foi um astrofísico, pesquisador e professor universitário norte-americano, pioneiro em plasmas astrofísicos no Brasil, onde trabalhava desde 1982 como professor emérito e pesquisador do Instituto de Astronomia, Geofísica e Ciências Atmosféricas da Universidade de São Paulo (IAG-USP).

## Biografia
Reuven ingressou no curso de física da Universidade da Cidade de Nova Iorque, onde se graduou em 1953. Cursou uma especialização em física geral pela mesma instituição. Em 1958 obteve o doutorado em física pela Universidade Harvard, sob a orientação de Norman Ramsey.
Durante 20 anos, foi pesquisador do Instituto de Tecnologia de Israel (Technion), onde chegou ao cargo de professor titular. Em 1982, ele se transferiu para o IAG, onde trabalhou até sua aposentadoria compulsória, em 2002, como professor titular. Reuven continuou trabalhando como pesquisador sênior na instituição até 2014. Em 2015, lhe foi outorgado o título de professor emérito do IAG.

## Carreira
Reuven desenvolveu pesquisa pioneira em uma área por ele criada no IAG, a de plasmas astrofísicos, além de trabalhar com magnetohidrodinâmica e turbulência, cosmologia e estudos do universo. Ajudou a desvendar vários problemas a respeito de discos de acreção, ventos galácticos, formação estelar, aceleração de partículas e dínamos. Orientou, no IAG, 13 teses de doutorado e 3 dissertações de mestrado, além de outros 7 doutorados em Israel.
Ao longo da carreira, publicou cerca de 160 artigos científicos em periódicos internacionais, além de resumos e artigos em congressos. Foi o criador de uma série de conferências, como Nova Física no Espaço (desde 2002) e Challenges of New Physics in Space (desde 2008).

## Morte
Reuven morreu em 20 de novembro de 2020, aos 88 anos. Ele estava internado no Hospital St. Luke's, em Nova Iorque e deixou duas filhas gêmeas, Merav Opher, professora de astronomia na Universidade de Boston e Michal Lipson, professora da Universidade Cornell, ambas nos Estados Unidos.